# Кубок СРСР з футболу 1944
Кубок СРСР з футболу 1944 — 5-й розіграш кубкового футбольного турніру в СРСР, який відбувся в липні — серпні 1944 року. Володарем Кубка вперше став ленінградський «Зеніт».

## 1/16 фіналу
| Команда 1             | Рахунок | Команда 2            |
| --------------------- | ------- | -------------------- |
| Динамо (Тбілісі)      | [ 1 ]   | Динамо (Єреван)      |
| Зеніт (Таганрог)      | 1 – 5   | Динамо (Баку)        |
| Зеніт (Ленінград)     | 3 – 1   | Динамо (Москва)      |
| Крила Рад (Куйбишев)  | 1 – 5   | Локомотив (Москва)   |
| Стахановець (Сталіне) | 1 – 5   | Динамо-2 (Москва)    |
| ЦБЧА (Москва)         | 5 – 0   | Трактор (Сталінград) |
| Зеніт (Свердловськ)   | 2 – 11  | Динамо (Ленінград)   |
| Трактор (Челябінськ)  | 4 – 6   | БЧА (Новосибірськ)   |

## 1/8 фіналу
| Команда 1          | Рахунок  | Команда 2            |
| ------------------ | -------- | -------------------- |
| Динамо (Іваново)   | 0 – 6    | Крила Рад (Москва)   |
| Торпедо (Горький)  | 2 – 3    | Торпедо (Москва)     |
| Локомотив (Харків) | 2 – 3    | Авіаучилище (Москва) |
| Динамо (Київ)      | 1 – 2 дч | Спартак (Москва)     |
| БЧА (Новосибірськ) | 1 – 5    | Динамо (Ленінград)   |
| ЦБЧА (Москва)      | 5 – 0    | Локомотив (Москва)   |
| Динамо (Баку)      | 2 – 1    | Динамо (Тбілісі)     |
| Динамо-2 (Москва)  | 0 – 1    | Зеніт (Ленінград)    |

## 1/4 фіналу
| Команда 1          | Рахунок | Команда 2            |
| ------------------ | ------- | -------------------- |
| Торпедо (Москва)   | 2 – 1   | Крила Рад (Москва)   |
| Спартак (Москва)   | 1 – 0   | Авіаучилище (Москва) |
| Динамо (Ленінград) | 1 – 4   | ЦБЧА (Москва)        |
| Зеніт (Ленінград)  | 1 – 0   | Динамо (Баку)        |

## Півфінали
| Команда 1        | Рахунок | Команда 2         |
| ---------------- | ------- | ----------------- |
| ЦБЧА (Москва)    | 3 – 2   | Торпедо (Москва)  |
| Спартак (Москва) | 0 – 1   | Зеніт (Ленінград) |

## Фінал
| 27 серпня 1944 |

| ЦБЧА       | 1 – 2    | «Зеніт»                   |
| ---------- | -------- | ------------------------- |
| Гринін 35' | Протокол | Чучелов 58' Сальников 68' |

| «Динамо» (Москва) Глядачів: 70 000 Арбітр: Ельмар Саар (Таллінн) |